# Gournay frais
Le Gournay frais, aussi appelé malakoff, est un fromage français, originaire du pays de Bray en Normandie.

## Fabrication
Le gournay est un fromage frais et gras, de 45 à 55 % de matière grasse (de matière sèche), il a la forme d'un cylindre de 8 cm de diamètre et de 1 ou 2 cm de hauteur.

## Dégustation
Mangé frais, ce fromage est une espèce de Neufchâtel non affiné. Il a un doux parfum de lait et une saveur légère.

### Vins conseillés
Bordeaux, Bourgogne, Côtes-du-Rhone.

### Saisons conseillées
Il est consommable toute l'année.